# Vačice hnědavá
Vačice hnědavá (Metachirus nudicaudatus) je vačice, která pochází ze Střední a Jižní Ameriky.
Nachází se od Nikaraguy po Paraguay a sever Argentiny i ve výškách 1500 m n. m. Jedná se o jediný druh rodu Metachirus, i když studie molekulární fylogenetiky naznačují, že by se měl pravděpodobně rozdělit na několik druhů.
Tato vačice je suchozemská a žije osamoceně v noci. Je všežravá. Živí se ovocem, malými obratlovci a bezobratlými.
Vytváří hnízda z listů a větviček na větvích stromů, pod skalami nebo kládami. V jednom vrhu bývá 1-9 mláďat.
Má bílou skvrnu nad očima. Její ocas je delší než její tělo.